# Балаев, Николай Петрович
Никола́й Петро́вич Бала́ев (1930, Клементьево, Московская область — ноябрь 1988, СССР) — советский писатель, геолог и журналист.

## Биография
Родился в селе Климентьево Можайского района Московской области.
Учился в МГУ, В конце 50-х годов работал шурфовщиком на прииске «Красноармейский», геологоразведчиком на Чукотке.
В редакциях Певекских газет «Полярная звезда» и «Золотая Чукотка», был членом Певекского литературного объединения «70-я параллель»

Печатался в журнале «Вокруг Света»

## Книги
- Н. Балаев. Бурый призрак Чукотки. — М.: Молодая гвардия, 1991. — 176 с. — ISBN 5-235-01228-3.

- Николай Балаев. Туманная страна Паляваам. — Магадан: Магаданское книжное издательство, 1976. — 160 с.

- Н. Балаев. Ураган "Homo sapiens". — Магадан: Магаданское книжное издательство, 1987.

- Н. Балаев. "Живущие-на-Земле". — ООО «Книги «Искателя», 1989. — ISBN 0130-66-34.